# Mesterséges gyémánt
Mesterséges gyémánt a megnevezése azon gyémántkristályoknak, melyeket technológiai folyamatok során nyernek, ellentétben a természetben előforduló kristályokkal. A természetes és a szintetikus gyémánt között nagyítóval sem lehet eltérést találni, fizikai és optikai jellemzőik teljesen ugyanolyanok.

## Rövid történetük
A mesterséges gyémántok előállításának ötlete már a középkor alkimistáit is foglalkoztatta, azonban az első tudományos próbálkozásokra a 19. században került sor. Precedensértékű volt a francia Gaudin kísérlete, akinek sikerült kálium-szulfátból és timsóporból timsókristályokat előállítani.
A mesterséges gyémántok előállítására tett első próbálkozás James Ballantyne Hannay angol vegyész nevéhez fűződik, akinek 1880-ban sikerült apró gyémántkristályokat létrehoznia. Sok sikertelen kísérlet után nyomás alatt hevített széntartalmú gázt és hidrogént lítium, kálium és magnézium jelenlétében. Hannay abból a hipotézisből indult ki, hogy a hidrogén vegyül majd a fémmel és a közben felszabaduló szén igen kemény formában kikristályosodik. Számos kísérletet végzett, amelyek újra meg újra kudarccal végződtek, mert az edények, amelyekben kísérleteit végezte, nem bírták a nyomást és a hőt. Kitartó munkája végül sikerrel járt: egy kemény, sima masszát sikerült előállítania, melyben apró, átlátszó gyémántkristályokat fedezett fel.
Kísérletét csak jóval később, 1918-ban ismételte meg Charles Algernon Parson, angol mérnök, de sikertelenül. Ekkor merült fel, hogy Hannay valószínűleg tévedett a kristályok beazonosításakor és csak 1942-ben sikerült fényt deríteni az igazságra, amikor röntgen-sugarakkal ismét átvizsgálták Hannay mintáit tartalmazó lemezkéket: valóban gyémántok voltak.
A szintetikus gyémánt történetének kezdetét rendszerint Moissan francia kémikussal és Hruscsov orosz orvossal és mineralógussal hozzák összefüggésbe. Mindketten ugyanabból az alapelvből indultak ki.
1887-ben két orosz mineralógus egy Krasznoszlobodszknál lehullott vasmeteoritban parányi gyémántszemcsére lelt. Abban az időben mindenkit még a dél-afrikai gyémánt bányák foglalkoztattak. Rövidesen arizonai meteoritokban is megtalálták őket és ez elindította a lehullott meteoritok felkutatását alternatív gyémántforrásként.
Konsztantyin Hruscsov, aki foglalkozott úgy az orosz, mint amerikai meteoritokkal, arra a következtetésre jutott, hogy a szén nagy nyomás alatt a fémben az olvadékból gyémánt formájában különül el. Elméletének alátámasztására egy kísérletet is elvégzett: szenet vegyített ezüsttel és amikor a szén 6%-ban telítette az ezüstöt, a keletkezett masszát gyorsan lehűtötte. Az azonnal megkeményedő kéreg hatása alatt ennek belsejében a nyomás fokozódott. A fémtömb ezt követő felolvasztása után azt észlelte, hogy a felszabaduló szén egy része a gyémánt tulajdonságait vette fel. Pora átlátszó, színtelen kristályszilánkokból állt, amelyek fénytörő tulajdonságúak és teljesen izotrópok voltak, karcolták a korundot és elenyésző hamumaradvánnyal égtek el szén-dioxiddá.
1893 telén Ferdinand Frédéric Henri Moissan francia vegyész hasonló kísérletet hajtott végre vassal és ezüsttel és ugyancsak apró kristályokat kapott, amelyeket gyémántként azonosított.
Az 1930-as években három tudós (a szovjet Lejpunszkij, a német Neuhaus és az angol Hall) kimutatták, hogy Hruscsov és Moissan vegyületei nem gyémántok voltak, hanem karbidok, fémeknek szénnel alkotott vegyületei, amelyek csak a keménység tekintetében maradtak el a gyémánt mögött. Különösen Németországban foglalkoztak intenzíven a mesterséges gyémántok előállításának problémájával, hiszen az ország el volt zárva az afrikai kontinensen lévő gazdag lelőhelyektől.
Az átütő sikerre azonban 1955-ig várni kellett. Ekkor sikerült négy amerikai tudósnak (Bundy, Hall, Strong, Wentorf) Lejpunszkij, Hall és Neuhaus elméletére alapozva előállítaniuk az első mesterséges gyémántot. Ennek előállítására egy 2750 °C fűthető kamrát építettek, mely 100 000 atmoszféra nyomásnak is ellenállt. A szabadalmat man-made diamonds néven a General Electric Co. jegyezte be.
A gyémántszintézis tulajdonképpeni feltalálója azonban az Allmanna Svenska Elektriska Aktiebolaget svéd társaság egyik kutatócsoportja volt, amely már 1953-ban közzétette munkájának eredményeit. Állítólag túl későn ismerték fel a felfedezés jelentőségét és így a General Electricnek ítélték oda a szabadalmat.
A világ nagy gyémántbányáit birtokló De Beers vállalat bírósági harcba szállt a General Electrickel a szabadalmi jogért, azonban sikertelenül, de sikerült elérnie, hogy árdiktátumot írjon alá a két cég, ezzel biztosítva a gyémántok piaci árának stabilitását.
Az 1970-es években a Szovjetunióban is sikerült előállítani mesterséges gyémántokat, majd az 1980-as években Japánban is, így ezek egyre nagyobb teret nyertek a világ gyémántpiacán.
A mesterséges gyémántok egyre nagyobb részt követelnek maguknak az ékszerpiacokon is. 2030-ra több mint 19 millió karát szintetikus gyémánt előállítása várható évente.

## Előállítási módszerek
A mesterséges gyémántok előállítására két módszer létezik:
- az első és egyben legelterjedtebb módszer a High Pressure High Temperature (HPHT) (azaz magas nyomás, magas hőmérséklet), mely során 1500 °C-os és 5 GPa-s környezetet hoznak létre, hasonlót a természetes gyémántok keletkezési környezetéhez.
- a második módszer költségesebb, így kevésbé elterjedt. Lényege, hogy gáz halmazállapotú anyagból szenet kristályosítanak ki, így tulajdonképpen gyémántokat nevelnek. Általában metánt használnak, melyet 800 °C-ra hevítenek, minek során a szén- és hidrogénatomok szétválnak, a szénatomok pedig lerakódnak (nagyobb részük grafitként, kisebb részük gyémántként).

## Kapcsolódó lapok
- Gyémánt
- Gyémántcsiszolás
- Gyémántlelőhelyek
- Gyémántok tisztasága
- Gyémántok színe
- Híres gyémántok listája